# سيلونا (آن)
سيلونا (بالفرنسية: Seillonnaz)‏ هي بلدية فرنسية تقع في إقليم الأين في فرنسا. رمز إنسي لها هو:1400. أما الرمز البريدي لها فهو: 1470.